# Krithe morkhoveni
Krithe morkhoveni is een mosselkreeftjessoort uit de familie van de Krithidae. De wetenschappelijke naam van de soort is voor het eerst geldig gepubliceerd in 1960 door Bold.